# クダイ

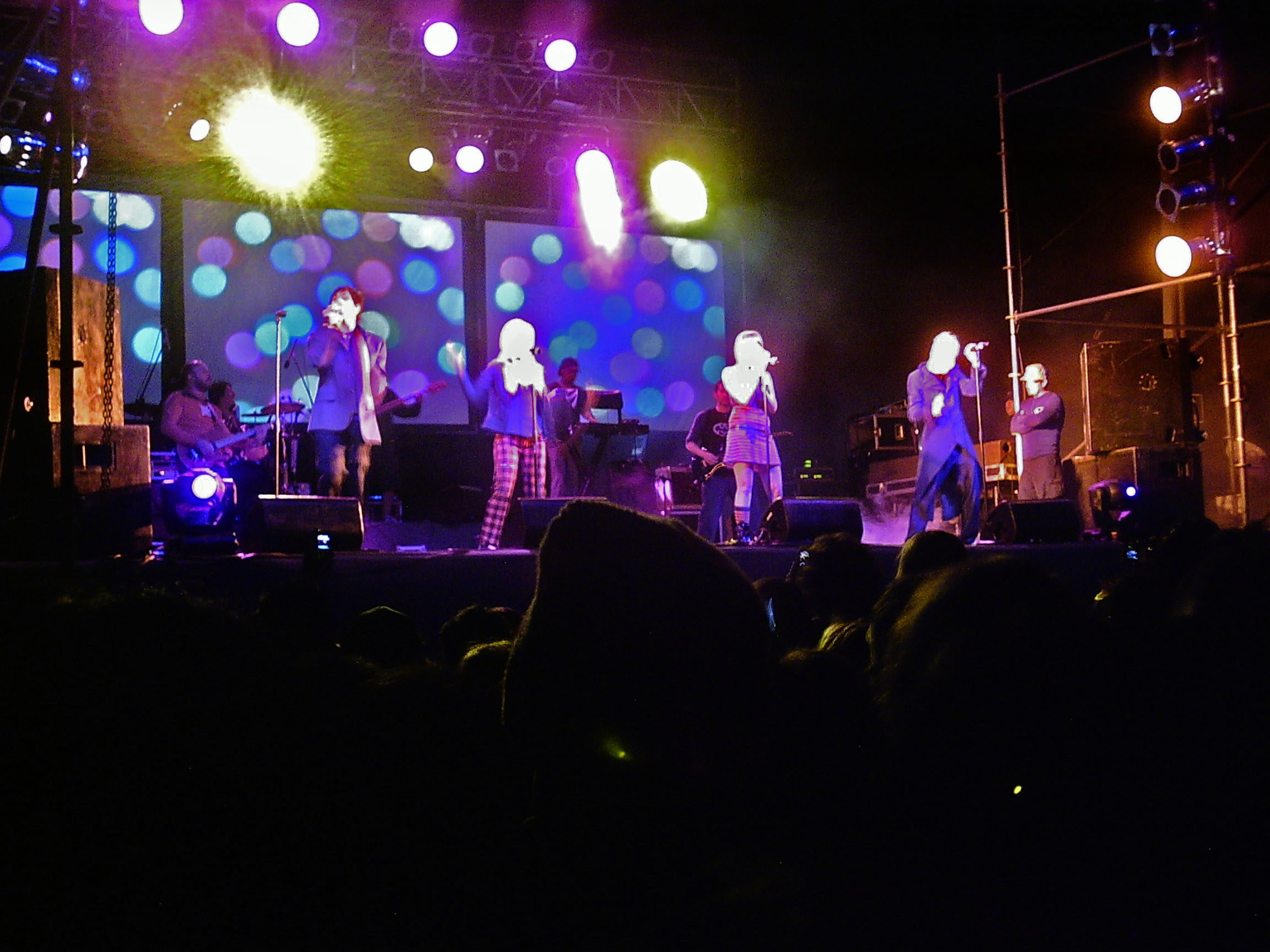
Kudai (クダイ), Pichilemu

クダイ (Kudai) は、2004年にデビューしたチリのバンドである。
2001年に結成された「CIAO」を経て2003年に「Kudai」となる。「クダイ」という名前の由来については、「強い若者」という意味のマプチェ語である。元プロデューサーはGUZ（本名: グスタボ・ピノチェト）、2006年6月、脱退。

## メンバー
- パブロ・ホルマン・コンチャ（Pablo Holman Concha、1988年7月23日 - ）
- トーマス・カニャス・マンシ（Tomás Cañas Manzi、1989年9月4日 - ）
- バルバラ・セプルベダ・ラブラ（Bárbara Sepúlveda Labra、1989年11月3日 - ）
- ガブリエラ・ビジャーバ（Gabriela Villaba、1984年9月20日 - ）※2006年7月、追加メンバーとして加入。

### 元メンバー
- ニコレ・ナタリノ・トレス（Nicole Natalino Torres、1989年3月5日 - ）※2006年6月、メンバー脱退。

## ディスコグラフィー

### アルバム
- CIAO: El Poder de los Niños（2001年）
「CIAO」名義でのリリース。
- Vuelo（2004年） Kudaiの1stオリジナルアルバム。
- Sobrevive（2006年） Kudaiの2ndオリジナルアルバム。
- Sobrevive Re-Edición（2006年）
- En Vivo: Desde México（2007年）
- Nadha （2008年）

### DVD
- EN VIVO Gira 2004-2005（2005年）

## 代表曲
- Sin Despertar

2004年の発売デビューシングル。マリネラ『Rollo』CMソング。チリシンゲルチャート初登場1位。
- Ya Nada Queda

2004年発売の2ndシングル。Kudaiの1stバラードシングル。チリシンゲルチャート17週連続1位。
- Escapar（2005年）
- Lejos de la Ciudad（2005年）
- Déjame Gritar（2006年）
- Llévame（2006年）
- Tal Vez （2007年）
- Tú （2007年）
- Lejos de Aquí （2008年）
- Nada Es Igual （2008年）
- Morir de Amor （2009年）
- Disfraz （2009年）

## 受賞歴
- 2006年度 Orgullosamente Latino 2006『グルポ・ラティーノ・デル・アニョ』（"Best Group Of The Year"）
- 第5回　Los Premios MTV Latinoamerica 2006　『メホール・アルティスタ・ポップ』 （"Best Pop Artist"、は曲「Déjame Gritar」）